# Corydalis fedtschenkoana
Corydalis fedtschenkoana är en vallmoväxtart. Corydalis fedtschenkoana ingår i släktet nunneörter, och familjen vallmoväxter.

## Underarter
Arten delas in i följande underarter:
- C. f. fedtschenkoana
- C. f. metallica